# Чириково (Костромская область)
Чириково — деревня в Нерехтском районе Костромской области. Входит в состав Ёмсненского сельского поселения.

## География
Находится в юго-западной части Костромской области на расстоянии приблизительно 11 км на юг-юго-восток по прямой от районного центра города Нерехта.

## История
Известна с 1872 года, когда здесь было учтено 32 двора, в 1907 году отмечено было 38 дворов.

## Население
Постоянное население составляло 165 человек (1872 год), 155 (1897), 163 (1907), 9 в 2002 году (русские 100 %), 1 в 2022.